# سامیت پارک (یوتا)
سامیت پارک (به انگلیسی: Summit Park) یک منطقهٔ مسکونی در ایالات متحده آمریکا است که در شهرستان سامیت، یوتا واقع شده‌است. سامیت پارک ۵۶٫۲ کیلومتر مربع مساحت و ۶٬۵۹۷ نفر جمعیت دارد و ۲٬۰۹۹ متر بالاتر از سطح دریا واقع شده‌است.